# Église Saint-Julien-l'Hospitalier d'Agnat
Pour les articles homonymes, voir Église Saint-Julien.
L'église Saint-Julien-l'Hospitalier est un édifice situé à Agnat, en France.

## Localisation
L'église est située sur le territoire de la commune d'Agnat, dans le département  de la Haute-Loire, en région Auvergne-Rhône-Alpes.

## Description
L'église est composée d'une nef centrale et d'une abside de l'époque romane. Remaniée au XIXe siècle. La nef est à deux travées voûtées d'arêtes. La croisée du transept est voûtée en berceau et contrebutée par des chapelles formant bras du transept. L'abside du chœur semi-circulaire est voûtée en cul-de-four, et polygonale à l'extérieur. Le clocher s'élève à l'aplomb de la croisée du transept. Un auvent de charpente reposant sur deux piliers de pierre est adossé contre la façade ouest et forme un porche couvert devant l'entrée principale. Une sacristie rajoutée au siècle précédent s'élève au nord-est. Une tourelle d'escalier circulaire est accotée au mur est de la chapelle sud et permet d'accéder au clocher par un escalier à vis.

## Historique
L'église est inscrite au titre des monuments historiques par arrêté du 21 août 1989.

## Galerie

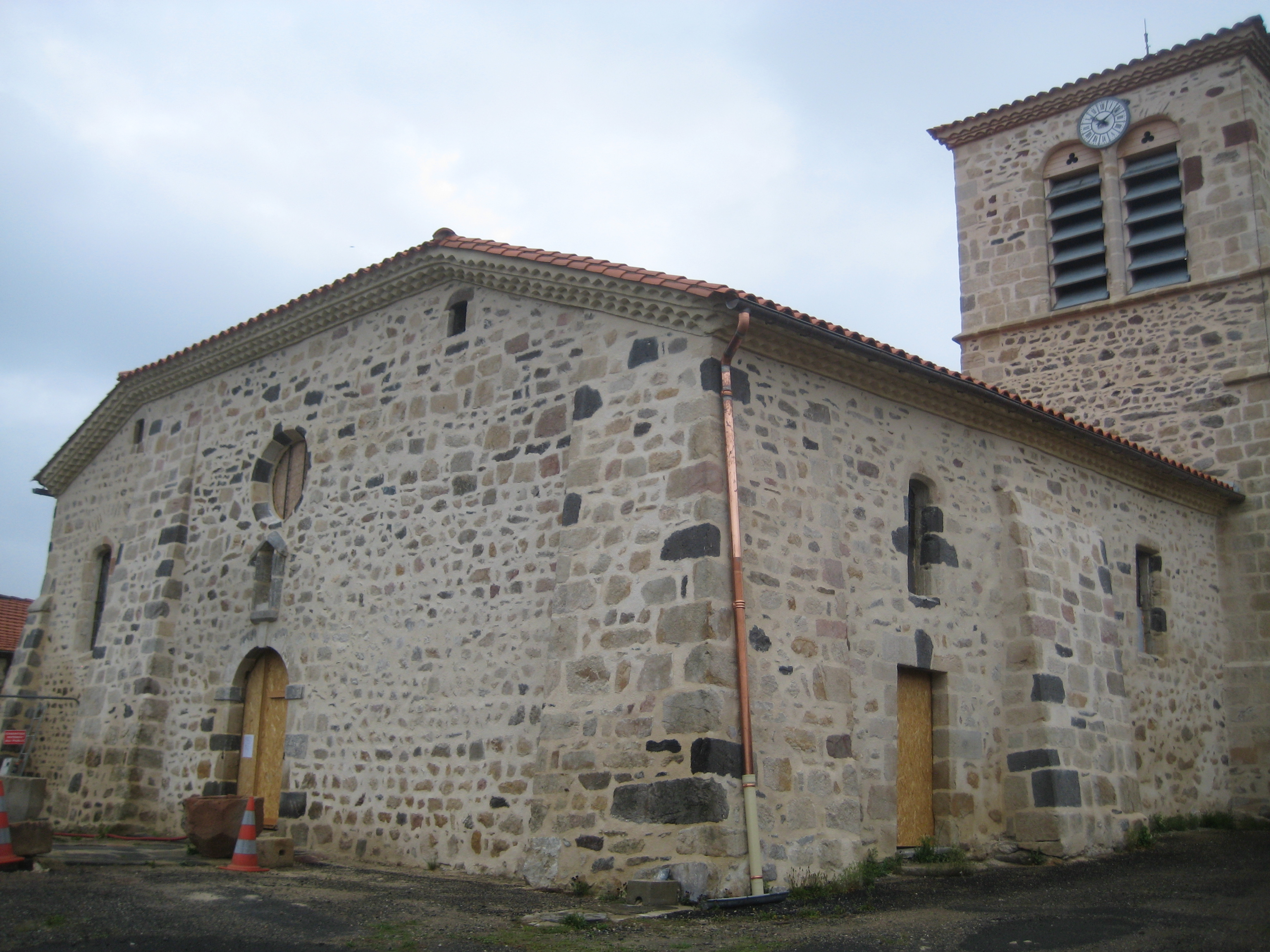
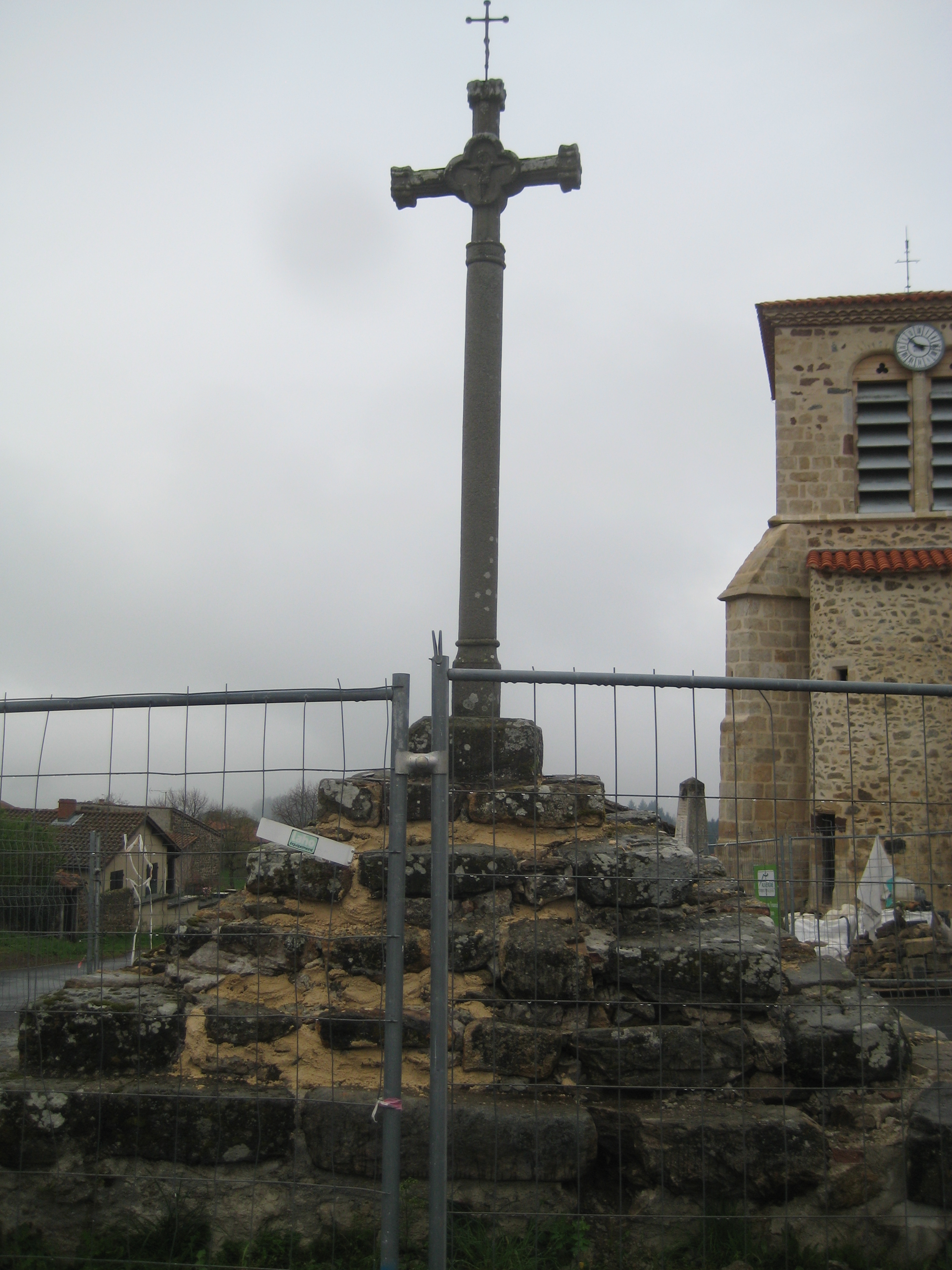
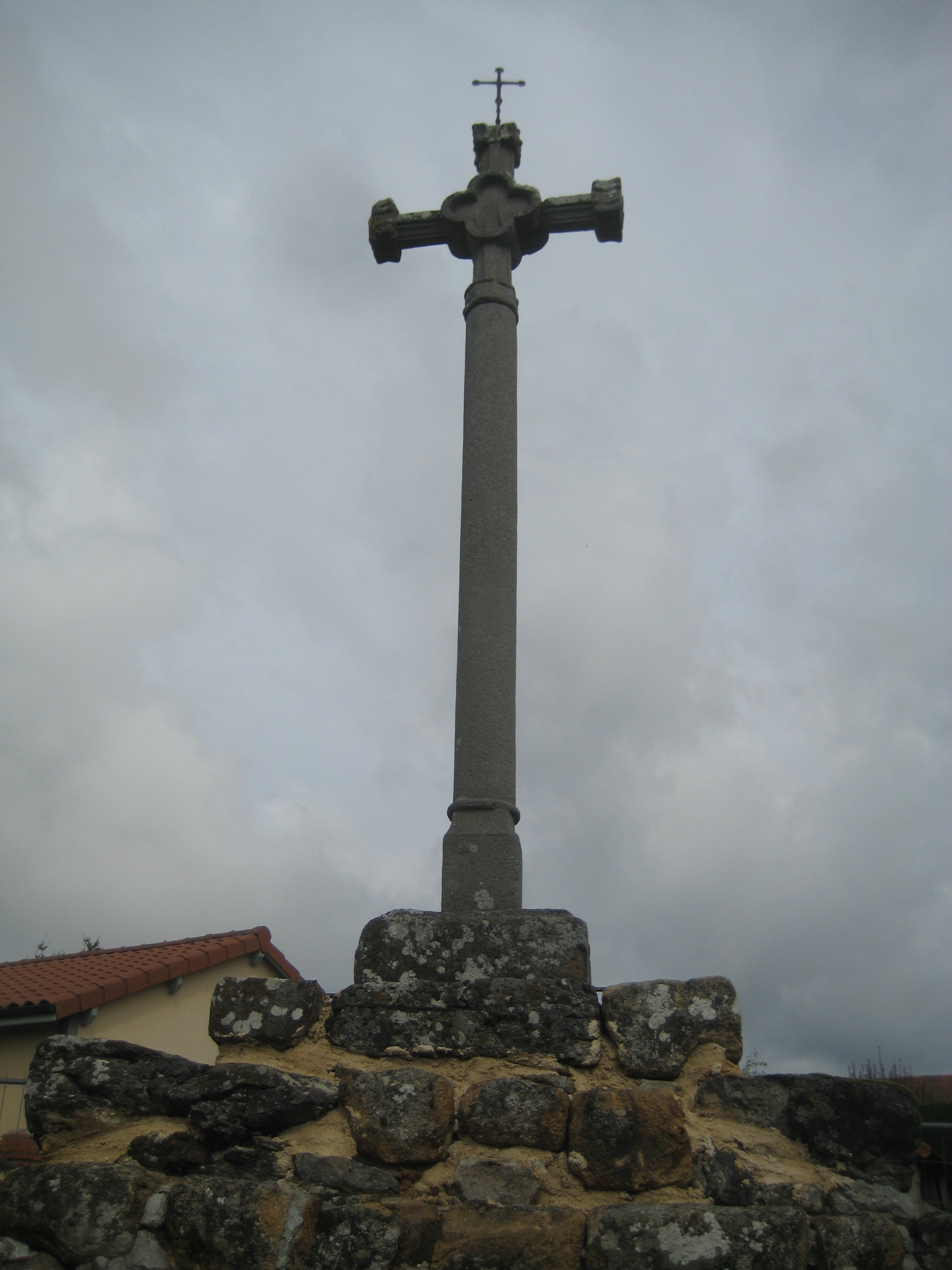